# アサシン クリード アイデンティティ
『アサシンクリード アイデンティティ』 (Assassin's Creed Identity)は、Blue Byteが開発し、 ユービーアイソフトよりモバイル向けに配信されたアクションアドベンチャーゲーム。
2016年2月25日にiOS版が、5月18日にAndroid版がリリースされた。

## 概要
『アサシン クリード・パイレーツ』の次にモバイル向けにリリースされたアサシン クリードシリーズでは2作目になる。
前作とは異なりこれまで家庭用ゲーム機のスタイルとほぼ同じである。グラフィックはこれまでのモバイル向けのゲームの中で群を抜いて綺麗である。そのためスペックが不足していると快適に動作しない場合がある。また本体の発熱とバッテリー消費も激しい。アプリは有料であり、追加ストーリーも有料である。
本作は画面に表示される仮想コントローラーを使って操作できるが、外付けのコントローラーを使っても操作できる。2GBの空きが必要である。オンラインでないとプレイできない。ただしオンラインで他のプレイヤーと通信ができるわけではない。フレンド機能があり、ミッション時にフレンドを利用すると追加でコインを貰えたり、フレンドにダイレクトメッセージを送ったりできる。

## プレイヤー
最初に4つのクラスから暗殺者をカスタマイズする。各クラスには、独自のスキルと特典があり通貨とスキル・ポイントを使ってロックを解除することで強化できる。スキルポイントはレベルアップによって獲得され、十分なスキルポイントを獲得、使用することで、各クラスのスキルの新しいティアが解除される。各アサシンにはプライマリクラスとセカンダリクラスがあり、セカンダリクラスは通貨でロックされる。アサシンの最大レベルは30である。
インベントリタブでは、剣、胸鎧、肩紐、レギンス、ブースト、服装を装備できる。ブーストは店で購入でき、一時的な効果を発揮する。時間制やプレイ回数制など様々なアイテムがある。
アイテムは、店で購入したり、ゲームで獲得したり、鍛冶でアイテムを作成したりして、アサシンに装備できる。衣装はミッションをこなしてロックを解除するか、ショップで買うことができ、アサシンに装備すると外観が変わるだけでなく、ステータスを向上できる。

## ゲームの進行
ミッションにはいくつかの種類がある。
- キャンペーンミッション
  - キャンペーンミッションはストーリーを進めていく。
  - キャンペーンミッションは、護衛、暗殺、尾行、パルクールがある。基本はクリア必須条件とボーナスアイテムももらうための条件がある。クリアすることで、アイテム、XP、コインを獲得できる。
- 契約ミッション
  - 契約ミッションはランダムにミッションが追加される。
  - キャンペーンミッションより難易度が高い。最低でもアサシンのレベルがLv.18以上必須である。キャンペーンミッションで述べた4つの他、解放、尾行(長)がある。ロケーションもいくつか追加されている。(課金が必要なロケーションもある)
- フォルリ ストーリーキャンペーン
  - 有料コンテンツ。追加のキャンペーンとロケーション、追加の契約ミッションを解除できる。
  - 追加のキャンペーンミッションは4つ追加される。

## セーブデータ
アニムスに転送中の時にオートセーブされる。UBIアカウントやFacebookに関連付けるとセーブデータを引き継ぎできる。

## デバイスの互換性
- iOS 7以降を搭載した iPhone 6以降、iPad (第3世代)以降、iPod touch (第6世代) 。
- Android 4.4以降 RAM 2GB以上搭載したデバイス。(ただし機種によっては、動作しない場合もある。)